# Великово (Гороховецкий район)
Вели́ково — деревня в Гороховецком районе Владимирской области России, входит в состав Куприяновского сельского поселения.

## География
Деревня расположена в 11 км к юго-востоку от Гороховца, в километре на юг от реки Клязьма, железнодорожная станция Гороховец на линии Ковров — Нижний Новгород.

## История
В XIX — первой четверти XX века деревня входила в состав Красносельской волости Гороховецкого уезда, с 1926 года — в составе Гороховецкой волости Вязниковского уезда. В 1859 году в деревне числилось 21 дворов, в 1905 году — 35 дворов, в 1926 году — 140 дворов.
С 1929 года деревня являлась центром Великовского сельсовета Гороховецкого района, с 2005 года в составе Куприяновского сельского поселения. 

## Население
| 1859 | 1905 | 1926 | 2002 | 2010 | 2021 |
| ---- | ---- | ---- | ---- | ---- | ---- |
| 176  | ↗243 | ↗641 | ↗684 | ↘618 | ↘569 |

## Современное состояние
В деревне общеобразовательная школа, детский сад, клуб, несколько магазинов. Работают 4 оператора сотовой связи (в отдельных районах).